# 千早茜
千早 茜（ちはや あかね、1979年8月2日 ‐ ）は、日本の小説家。
北海道江別市出身。立命館大学文学部人文総合インスティテュート卒業。

## 人物
父（国際協力機構勤務で病理学を専門とする獣医師）の仕事の関係で、小学校1年生から4年生までをアフリカ・ザンビアで過ごす。ザンビアではアメリカンスクールに通っていた。
小さい頃から本が好きで、北海道大麻高等学校時代は『伊勢物語』全段を自分で現代語訳するほど古典文学に傾倒していた。大学時代は美術活動も行い、絵に詩を付けた作品を発表したところ詩の評判が良く、映画部の友人から頼まれてストーリーを作り始める。寺山修司の詩「てがみ」の影響を受けて魚の詩を多く書き、それを小説に起こして完成させた「魚神」がデビュー作となった。
創作を始めたときから「29歳のときに一度だけ文学賞に挑戦しよう」と決めており、大学卒業後は医療事務や美術館など多数のアルバイトを経験。挑戦をたった一度と決めたのは、自分が小説家に向いているかどうか“判断”するためであり、29歳という年齢は当時好きだった村上春樹の影響であると語っている。
40歳の時に離婚した。

## 経歴
- 2008年、「魚」で第3回ポプラ社小説大賞で最終選考作品に残る[10]。同作で第21回小説すばる新人賞受賞。受賞後「魚神」と改題。
- 2009年、「魚神」で第37回泉鏡花文学賞受賞[11]。
- 2013年、「あとかた」で第20回島清恋愛文学賞受賞[12]、第150回直木三十五賞候補。
- 2014年、「男ともだち」で第151回直木三十五賞候補。同年、「男ともだち」で第1回新井賞を受賞[13]。
- 2015年、「男ともだち」で第36回吉川英治文学新人賞候補。
- 2021年、「透明な夜の香り」で第6回渡辺淳一文学賞受賞[2]。同年、「ひきなみ」で第12回山田風太郎賞候補[14]。
- 2023年、「しろがねの葉」で第168回直木三十五賞受賞[15]。

## 作品リスト

### 単行本
- 『魚神』（2009年 集英社 / 2012年 集英社文庫）
- 『おとぎのかけら 新釈西洋童話集』（2010年 集英社 / 2013年 集英社文庫）
  - 迷子のきまり / 鵺の森 / カドミウム・レッド / 金の指輪 / 凍りついた眼 / 白梅虫 / アマリリス
- 『からまる』（2011年 角川書店 / 2014年 角川文庫）
  - まいまい / ゆらゆらと / からまる / あししげく / ほしつぶ / うみのはな / ひかりを
- 『あやかし草子 みやこのおはなし』（2011年 徳間書店 / 2015年 集英社文庫）
  - 鬼の笛 / ムジナ和尚 / 真向きの龍 / 天つ姫 / 青竹に庵る / 機尋
- 『森の家』（2012年 講談社 / 2015年 講談社文庫）
  - 水音 / パレード / あお
- 『桜の首飾り』（2013年 実業之日本社 / 2015年 実業之日本社文庫）
  - 春の狐憑き / 白い破片 / 初花 / エリクシール / 花荒れ / 背中 / 樺の秘色
- 『あとかた』（2013年 新潮社 / 2016年 新潮文庫）
  - ほむら / てがた / ゆびわ / やけど / うろこ / ねいろ
- 『眠りの庭』（2013年 角川書店 / 2016年 角川文庫）
  - アカイツタ / イヌガン
- 『男ともだち』（2014年 文藝春秋 / 2017年 文春文庫）
- 『西洋菓子店プティ・フール』（2016年 文藝春秋 / 2019年 文春文庫）
  - グロゼイユ / ヴァニーユ / カラメル / ロゼ / ショコラ / クレーム
- 『夜に啼く鳥は』（2016年　KADOKAWA）
  - シラ / はばたき / 梟 / ひとだま / かみさま / 躑躅
- 『ガーデン』（2017年 文藝春秋 / 2020年 文春文庫）
- 『人形たちの白昼夢』（2017年 PHP研究所 / 2020年 集英社文庫）
  - コットンパール / プッタネスカ / スヴニール / リューズ / ビースト / モノクローム / アイズ / ワンフォーミー・ワンフォーユー / マンダリン / ロゼット / モンデンキント / ブラックドレス
- 『クローゼット』（2018年 新潮社 / 2020年 新潮文庫）
  - 『硝子のコルセット』（『小説新潮』連載）を改題
- 『正しい女たち』（2018年 文藝春秋 / 2021年 文春文庫）
  - 温室の友情 / 海辺の先生 / 偽物のセックス / 幸福な離婚 / 桃のプライド / 描かれた若さ
- 『犬も食わない』（2018年 新潮社 / 2022年 新潮文庫） - 尾崎世界観との共著
  - いちごミルク / 煙草コーヒー / 家弁当 / 間奏 / 古い鍋 / ラジカセ / ひとり相撲[注 1]
- 『わるい食べもの』（2018年 集英社） - エッセイ
- 『神様の暇つぶし』（2019年 文藝春秋）
- 『さんかく』（2019年 祥伝社 / 2023年 祥伝社文庫）
- 『透明な夜の香り』（2020年 集英社 / 2023年 集英社文庫）
  - 『朔の香り』（『小説すばる』連載）を改題
- 『しつこく わるい食べもの』（2021年 集英社） - エッセイ
- 『ひきなみ』（2021年 KADOKAWA）
- 『しろがねの葉』(2022年 新潮社)
- 『こりずに わるい食べもの』（2022年 集英社） - エッセイ
- 『赤い月の香り』（2023年 集英社）
- 『マリエ』（2023年 文藝春秋）

### アンソロジー
「」内が千早茜の作品
- 『短篇ベストコレクション 現代の小説 2010』（2010年 徳間文庫）「管狐と桜」
- 『眠らないため息』（2011年 幻冬舎文庫）「赤い閨」
- 『恋の聖地 そこは、最後の恋に出会う場所。』（2013年 新潮文庫）「しらかんば」
- 『明日町こんぺいとう商店街 招きうさぎと七軒の物語』（2013年 ポプラ文庫）「チンドン屋」
- 『きみのために棘を生やすの』（2014年 河出書房新社）「夏のうらはら」
  - 【改題】『偏愛小説集 あなたを奪うの。』（2017年 河出文庫）
- 『なんたってドーナツ 美味しくて不思議な41の話』（2014年 ちくま文庫）「解けない景色」 - エッセイ
- 『本をめぐる物語 小説よ、永遠に』（2015年 角川文庫）「あかがね色の本」
- 『京都好き あの人が見た、食べたモノ・コト』（PHP研究所）「京都、思い出の店」 - エッセイ
- 『暗黒グリム童話集』（2017年 講談社）「ラプンツェル」
- 『おしゃべりな銀座』（2017年 扶桑社）「帽子の光沢」 - エッセイ
- 『女ともだち』（2018年 文春文庫）「卵の殻」

### 連載中
- 『胃が合うふたり』（『yom yom』2019年8月号 - ） - エッセイ・新井見枝香との共著

### 単行本未収録作品
- 「青い壺」（『小説新潮』2011年1月号）
- 『罪のひかり』（『小説すばる』）
  - 「ルージュ」（2011年5月号）
  - 「かお」（2011年7月号）
  - 「白光」（2011年9月号）
  - 「甘い肉」（2012年1月号）
  - 「蠅」（2012年3月号）
  - 「らせんの鞭」（2012年5月号）
  - 「熱」（2012年7月号）
- 「縛す」（『群像』2013年4月号）
- 「くろい豆」（『小説新潮』2014年3月号）
- 「ロクオン」（『別册文藝春秋』2014年9月号）
- 「ゆきつり」（『yom yom』2017年3月号）
- 『いつかの旅』（朝日新聞デジタル「& TRAVEL」2018年6月 - 2019年5月） - エッセイ
- 「乳房の樹」（『GINZA』2018年9月号）
- 「白い食卓」（『紙魚の手帖』vol.14 DECEMBER 2023）
- 「黄色い夢」（『小説新潮』2024年9月号）